# 加納総合病院
加納総合病院（かのうそうごうびょういん）は、社会医療法人協和会が大阪府大阪市北区天神橋に設置する病院。

## 診療科
（この節の出典）
- 内科
- 消化器内科
- 糖尿病内科
- 内視鏡内科
- 人工透析内科
- 血液内科
- 循環器内科
- 外科
- 消化器外科
- 乳腺外科
- 肛門外科
- 腹部外科
- 内視鏡外科
- 整形外科
- 脳神経外科
- 形成外科
- 皮膚科
- 泌尿器科
- 婦人科
- 眼科
- 耳鼻咽喉科
- リハビリテーション科
- 放射線科
- 臨床検査科
- 救急科
- 麻酔科
- 小児科
- 脳神経内科

## 医療機関の指定・認定
（下表の出典）
| 保険医療機関                             | 労災保険指定病院                               |
| 母体保護法指定医の配置されている医療機関 | 生活保護法指定病院                             |
| 指定自立支援病院（更生医療）             | 原子爆弾被害者一般疾病医療取扱病院             |
| DPC対象病院                              | 身体障害者福祉法指定医の配置されている医療機関 |
| 公害医療機関                             |                                                |

- 救急告示病院（二次救急）[2]
- 公益財団法人日本医療機能評価機構認定病院[3]
- このほか、各種法令による指定・認定病院であるとともに、各学会の認定施設でもある。

## 交通アクセス
- OsakaMetro谷町線・OsakaMetro堺筋線・阪急千里線「天神橋筋六丁目駅」より徒歩1分[4]

## 系列病院（ハートフルグループ）
- 北大阪病院 - 大阪府大阪市淀川区西宮原2-7-17

## 註釈